# Brendan Moloney
Brendan Anthony Moloney (* 18. Januar 1989 in Killarney) ist ein irischer Fußballspieler, der seit 2013 bei Bristol City unter Vertrag steht.

## Sportlicher Werdegang
Brendan Moloney wechselte in der Saison 2006/07 aus Irland in die Jugendakademie von Nottingham Forest. Bereits im März 2007 kam der 18-jährige Maloney zu seinem Debüt für die erste Mannschaft von Nottingham. Forest spielte zu diesem Zeitpunkt in der Football League One und verpasste am Saisonende mit Platz 4 und dem anschließenden Aus im Play-off-Halbfinale den Aufstieg nur knapp. Trainer Colin Calderwood bescheinigte ihm ein fantastisches Talent, setzte ihn jedoch bis Saisonende kein zweites Mal ein. In der kommenden Spielzeit absolvierte er zwei Spiele für Forest, bevor er im Januar 2008 an den Viertligisten FC Chesterfield ausgeliehen wurde.
Nottingham Forest hatte bei seiner Rückkehr den Aufstieg in die Football League Championship geschafft, wodurch die Einsatzchancen von ihm nicht gestiegen waren. Er wurde daher zu Beginn der Saison für einen Monat an Rushden & Diamonds ausgeliehen. Bis Saisonende kam er für Forest auf immerhin zwölf Einsätze in der zweiten englischen Liga.
Zu Beginn der Spielzeit 2009/10 wechselte er auf Leihbasis zu Forests Stadtrivalen Notts County, wo er ein Tor in 18 Spielen erzielen konnte. Am 27. Januar 2010 folgte der nächste temporäre Vereinswechsel, Forest verlieh ihn bis zum Saisonende an Scunthorpe United, bei denen er am selben Tag beim 2:0-Sieg über Sheffield Wednesday sein Debüt für die Irons gab.
Am 25. Januar 2013 wechselte Moloney zu Bristol City.

## Irische Nationalmannschaft
Brendan Moloney kam bislang zu 6 Einsätzen für die U-21 Auswahl der irischen Nationalmannschaft.